# 23 d'Andròmeda
23 d'Andròmeda (23 Andromedae) és una estrella de la constel·lació d'Andròmeda. Té una magnitud aparent de 5,71 i una massa d'1,43 masses solars.